# Oldberrow
Oldberrow est un village et une paroisse civile du Warwickshire, en Angleterre.